# Symplocos celastrinea
Symplocos celastrinea là một loài thực vật có hoa trong họ Dung. Loài này được Mart. ex Miq. miêu tả khoa học đầu tiên năm 1856.